# Loi Pangnao
Loi Pangnao är ett berg i Myanmar.   Det ligger i regionen Shanstaten, i den östra delen av landet, 500 km öster om huvudstaden Naypyidaw. Toppen på Loi Pangnao är 2 563 meter över havet.
Terrängen runt Loi Pangnao är bergig norrut, men söderut är den kuperad. Loi Pangnao är den högsta punkten i trakten. Runt Loi Pangnao är det mycket glesbefolkat, med 7 invånare per kvadratkilometer. I omgivningarna runt Loi Pangnao växer i huvudsak städsegrön lövskog.